# Folk og Land
Folk og Land („Neam și țară”) a fost un ziar norvegian, publicat la Oslo. A fost un organ de presă al revizionismului istoric (negaționismului) pentru norvegienii care au fost colaboraționiști naziști în timpul celui de-al Doilea Război Mondial.

## Istoric
Predecesorul ziarului Folk og Land a fost Skolenytt, imprimat și publicat din 1947 de către fostul profesor Nils Vikdal originar din Kristiansund. Planul său era de a publica știri pentru foștii membri ai Lærersambandet, un sindicat al profesorilor înființat de regimul Quisling în timpul ocupației Norvegiei de către Germania Nazistă (1940-1945). El a fost imprimat până în vara anului 1948, când a început să fie tipărit. Numele a fost schimbat, de asemenea, în 8. Mai, după ziua în care s-a încheiat ocupația.
Primul număr al ziarului Folk og Land a apărut în data de 6 decembrie 1952,fiind redactat de Finn Brun Knudsen. Ziarul era afiliat informal organizației Forbundet for Sosial Oppreisning (FSO, denumită mai târziu Institutt for Norsk Okkupasjonshistorie), înființate de foști colaboraționiști, care criticau urmărirea penală și eliminarea lor din viața politică a Norvegiei după cel de-al Doilea Război Mondial, precum și versiunea istoriei impusă de forțele victorioase. Președintele FSO Anders Hafskjold a fost printre primii acționari ai Folk og Land. Începând din 1958 ziarul a colaborat în mod oficial cu Forbundet for Sosial Oppreisning în calitate de proprietar. În același timp, ultimul redactor al ziarului interzis Fritt Folk al Nasjonal Samling, Odd Erling Melsom, a fost angajat ca redactor-șef, o poziție pe care a deținut-o până în 1978. I-a succedat Johannes Kringlebotn. Printre redactorii de după 1978 s-au numărat Alexander Lange și Kjell Blich Schreiner.
Ziarul a susținut că tirajul său era de 6.000-7.000 de exemplare în 1960, informație considerată dubioasă. Câteva sute de exemplare au fost distribuite gratuit, de asemenea, politicienilor și presei din întreaga Norvegie. Obiectivele redacției ziarului au fost promovarea versiunii lor a istoriei, precum și obținerea de despăgubiri din partea Parlamentului Norvegiei (în care au eșuat). În versiunea lor, Au însemnat că statele agresoare, altele decât Germania, au provocat cel de-al Doilea Război Mondial, că Aliații au provocat cele mai multe pagube în timpul războiului și că, odată ce Germania a ocupat Norvegia, colaboratorii (inclusiv Quisling) au acționat corect pentru că au permis ca țara să fie condusă de norvegieni în loc să le permită germanilor să o administreze ei.
În ultimii săi ani de existență, Folk og Land a fost publicat lunar. Ultimul său număr a apărut pe 27 aprilie 2003.

## Impact
Hans Fredrik Dahl a declarat că „în mai multe cazuri, revizionismul istoric al revistei s-a dovedit util”. În cartea Med rett til å drepe (1996) a lui Egil Ulateig, al cărei consultant istoric a fost Hans Fredrik Dahl, ziarul a fost folosit pe scară largă ca text-sursă. În special, Ulateig a folosit o serie de articole tipărite sub titlul Okkupasjonstidens likvidasjoner între 7 noiembrie 1970 și 25 noiembrie 1972. Cartea lui Ulateig cartea lui conținea numele a 136 de persoane despre care se presupunea că au fost lichidate de către mișcarea de rezistență norvegiană, în multe cazuri luate textual din Folk og Land. Într-o critică amănunțită, Arnfinn Moland a constatat că presupunerea era corectă în cazul a 63 dintre ele, în timp ce restul erau aiureli publicate în Folk og Land. Seria publicată în ziar, a spus Moland, arată ca aceasta a fost scrisă de o persoană „mai mult sau mai puțin dezechilibrată”.